# Changchun Yatai
El Changchun Yatai es un club de fútbol chino ubicado en la ciudad de Changchun, fue fundado el 6 de junio de 1996 y juega en la Super Liga China.

## Historia
Fue fundado por Jilin Yatai Group en 6 de junio de 1996. En 2006 asciende por primera vez a la Superliga China. En 2007 sorprende a todos consagrándose campeón de la Superliga China, que le dio la posibilidad de participar por primera vez en la Liga de Campeones de Asia.[cita requerida]

## Uniforme
- Uniforme titular: Camiseta roja, pantalón rojo, medias rojas.
- Uniforme alternativo: Camiseta blanca, pantalón blanco, medias blancas.

## Estadio
Development Area Stadium es un estadio ubicado en la ciudad de Changchun, China. Actualmente es utilizado por el Changchun Yatai de China. El estadio tiene una capacidad para 25.000 espectadores.

## Palmarés

### Torneos nacionales (1)
- Superliga China (1): 2007